# كريستيان فيسنتي نويل
كريستيان فيسنتي نويل هو كاهن كاثوليكي فلبيني، ولد في 17 نوفمبر 1937 في Asturias, Cebu ‏ في الفلبين، وتوفي في 26 نوفمبر 2017 بسبب مرض.